# 艾丽斯·莱克
艾丽斯·莱克（英语：Alice Lake，1895年9月12日—1967年11月15日），美国女电影演员。其职业生涯始于无声电影时代。常与罗斯科·阿巴克尔联合主演喜剧。

## 职业生涯
艾丽斯·莱克生于美国纽约州布鲁克林区，初为舞者，1912年其形象首次现于银幕。曾多次出演麦克·塞尼特的喜剧短片。艾丽斯·莱克常主演罗斯科·阿巴克尔的喜剧，如1917年《噢！医生》和1918年《厨师》等。

## 个人生活
1924年3月，艾丽斯·莱克与演员罗伯特·威廉斯结婚，1925年离婚。两人永久分手前曾分合三次。罗伯特·威廉斯是一名歌舞杂耍表演演员，出演过多部舞台剧。他此前曾与歌手马里恩·哈里斯结过婚。

## 逝世
艾丽斯·莱克于加利福尼亚州好莱坞天堂疗养院（Paradise Sanitarium）因心肌梗死去世，享年71岁。葬于北好莱坞瓦尔哈拉纪念公园公墓。
艾丽斯·莱克在好萊塢星光大道藤街1620号有一颗星，以纪念其对电影业的贡献。

## 脚注
1. ↑  Oderman, Stuart. . McFarland. 2005: 88. ISBN 0-7864-2277-7.